# EYA4
EYA4‏ (EYA transcriptional coactivator and phosphatase 4) هوَ بروتين يُشَفر بواسطة جين EYA4 في الإنسان.